# Демидов, Вадим Сергеевич
Вади́м Серге́евич Деми́дов (норв. Vadim Demidov; 10 октября 1986, Рига) — норвежский футболист, защитник. Сын гандболиста, игрока сборной СССР Сергея Демидова.

## Биография
Отец переехал в Норвегию, когда Вадиму было три года. Дмитрий, старший брат, также начал заниматься футболом, но быстро завершил недолгую карьеру из-за тяжёлой болезни. До 16 лет Демидов занимался параллельно футболом и гандболом, но выбрал всё же футбол.
Вадим выступал за команды «Саннефьорд», «Манглеруд Стар», «Хёнефосс», прошёл все сборные различных возрастов, в некоторых играх выходил на поле с капитанской повязкой. 28 апреля 2008 года впервые вышел на поле в составе первой сборной, в матче с Уругваем. В мае 2009 года Демидов сказал, что хотел бы играть за сборную России. 7 сентября 2010 года Демидов сыграл за сборную Норвегии в отборочном матче чемпионата Европы 2012 против Португалии (1:0).
С 2008 по 2010 играл в команде «Русенборг». В сезоне-2008 в чемпионате провёл времени на поле больше всех остальных игроков тронхеймского клуба, а также отыграл без замен все 6 матчей «Русенборга» в «основной сетке» Кубка УЕФА. Чемпион Норвегии 2009 и 2010 годов в составе «Русенборга».
20 сентября 2010 года Демидов подписал контракт с испанским клубом «Реал Сосьедад», вступившим в силу с 1 января 2011 года, когда закончился контракт футболиста с «Русенборгом». Соглашение было рассчитано до 30 июня 2013 года. В июле 2012 года Демидов за 440 тысяч фунтов был куплен франкфуртским «Айнтрахтом», с которым подписал контракт на три года. В начале января 2013 года был отдан в аренду испанской «Сельте» до конца сезона. 2 сентября 2013 года перешёл в махачкалинский «Анжи» на правах свободного агента. Дебютировал за «Анжи» 31 октября 2013 в матче Кубка России против владикавказской «Алании».
В январе 2014 года Демидов вернулся в Норвегию, заключив трёхлетнее соглашение с клубом «Бранн».
10 января 2017 года Демидов подписал контракт с клубом-дебютантом MLS «Миннесота Юнайтед». Перед началом сезона Вадим был назначен капитаном, первым в истории клуба. 3 марта 2017 года он вышел в стартовом составе в дебютном матче «гагар» в MLS, в гостевой игре против «Портленд Тимберс». В феврале 2018 года Демидов согласился уйти из «Миннесоты Юнайтед», после того как ему была выплачена часть суммы, гарантированной по контракту за сезон.
В марте 2018 года Демидов заключил контракт с клубом «Стабек».

## Статистика

### Выступления за клубы
| Команда           | Сезон            | Чемпионат        | Чемпионат | Чемпионат | Кубок | Кубок | Еврокубки | Еврокубки | Всего | Всего |
| Команда           | Сезон            | Лига             | Матчи     | Голы      | Матчи | Голы  | Матчи     | Голы      | Матчи | Голы  |
| ----------------- | ---------------- | ---------------- | --------- | --------- | ----- | ----- | --------- | --------- | ----- | ----- |
| Саннефьорд        | 2004             | Адекколига       | 1         | 0         | 1     | 1     | -         | -         | 2     | 1     |
| Саннефьорд        | 2005             | Адекколига       | 0         | 0         | ?     | ?     | -         | -         | 0     | 0     |
| Саннефьорд        | 2006             | Типпелига        | 0         | 0         | ?     | ?     | -         | -         | 0     | 0     |
| Манглеруд Стар    | 2006             | Адекколига       | 30        | 2         | 3     | 2     | -         | -         | 33    | 4     |
| Хёнефосс          | 2007             | Адекколига       | 27        | 0         | 1     | 0     | -         | -         | 28    | 0     |
| Русенборг         | 2008             | Типпелига        | 25        | 1         | 1     | 0     | 11        | 0         | 37    | 1     |
| Русенборг         | 2009             | Типпелига        | 28        | 3         | 4     | 0     | 0         | 0         | 32    | 3     |
| Русенборг         | 2010             | Типпелига        | 20        | 0         | 2     | 0     | 7         | 1         | 29    | 1     |
| Реал Сосьедад     | 2010/2011        | Примера          | 13        | 0         | 0     | 0     | -         | -         | 13    | 0     |
| Реал Сосьедад     | 2011/2012        | Примера          | 23        | 0         | 4     | 0     | -         | -         | 27    | 0     |
| Айнтрахт          | 2012/2013        | Бундеслига       | 5         | 0         | 1     | 0     | -         | -         | 6     | 0     |
| Сельта            | 2012/2013        | Примера          | 12        | 0         | 1     | 0     | -         | -         | 13    | 0     |
| Анжи              | 2013/2014        | Премьер Лига     | 0         | 0         | 1     | 0     | 1         | 0         | 2     | 0     |
| Бранн             | 2014             | Типпелига        | 6         | 0         | 0     | 0     | -         | -         | 6     | 0     |
| Бранн             | 2015             | ОБОС-лига        | 25        | 1         | 1     | 0     | -         | -         | 26    | 1     |
| Бранн             | 2016             | Типпелига        | 26        | 1         | 0     | 0     | -         | -         | 26    | 1     |
| Миннесота Юнайтед | 2017             | MLS              | 3         | 0         | 0     | 0     | -         | -         | 3     | 0     |
| Стабек            | 2018             | Элитсериен       | 25+2      | 1         | 1     | 0     | -         | -         | 28    | 1     |
| Стабек            | 2019             | Элитсериен       | 15        | 0         | 0     | 0     | -         | -         | 15    | 0     |
| Всего за карьеру  | Всего за карьеру | Всего за карьеру | 286       | 9         | 21    | 3     | 19        | 1         | 326   | 13    |

### Матчи Демидова за сборную Норвегии
| Матчи Демидова за сборную Норвегии | Матчи Демидова за сборную Норвегии | Матчи Демидова за сборную Норвегии | Матчи Демидова за сборную Норвегии | Матчи Демидова за сборную Норвегии | Матчи Демидова за сборную Норвегии |
| ---------------------------------- | ---------------------------------- | ---------------------------------- | ---------------------------------- | ---------------------------------- | ---------------------------------- |
| №                                  | Дата                               | Соперник                           | Счёт                               | Голы Демидова                      | Соревнование                       |
| 1                                  | 28 мая 2008                        | Уругвай                            | 2:2                                | —                                  | Товарищеский матч                  |
| 2                                  | 3 марта 2010                       | Словакия                           | 1:0                                | —                                  | Товарищеский матч                  |
| 3                                  | 2 июня 2010                        | Украина                            | 0:1                                | —                                  | Товарищеский матч                  |
| 4                                  | 11 августа 2010                    | Франция                            | 2:1                                | —                                  | Товарищеский матч                  |
| 5                                  | 7 сентября 2010                    | Португалия                         | 1:0                                | —                                  | Чемпионат Европы 2012 (отбор)      |
| 6                                  | 12 октября 2010                    | Хорватия                           | 1:2                                | —                                  | Товарищеский матч                  |
| 7                                  | 9 февраля 2011                     | Польша                             | 0:1                                | —                                  | Товарищеский матч                  |
| 8                                  | 4 июня 2011                        | Португалия                         | 0:1                                | —                                  | Чемпионат Европы 2012 (отбор)      |
| 9                                  | 10 августа 2011                    | Чехия                              | 3:0                                | —                                  | Товарищеский матч                  |
| 10                                 | 6 сентября 2011                    | Дания                              | 0:2                                | —                                  | Чемпионат Европы 2012 (отбор)      |
| 11                                 | 11 октября 2011                    | Кипр                               | 3:1                                | —                                  | Чемпионат Европы 2012 (отбор)      |
| 12                                 | 12 ноября 2011                     | Уэльс                              | 1:4                                | —                                  | Товарищеский матч                  |
| 13                                 | 29 февраля 2012                    | Северная Ирландия                  | 3:0                                | —                                  | Товарищеский матч                  |
| 14                                 | 26 мая 2012                        | Англия                             | 0:1                                | —                                  | Товарищеский матч                  |
| 15                                 | 2 июня 2012                        | Хорватия                           | 1:1                                | —                                  | Товарищеский матч                  |
| 16                                 | 15 августа 2012                    | Греция                             | 2:3                                | —                                  | Товарищеский матч                  |

Итого: 16 матчей / 0 голов; 6 побед, 2 ничьи, 8 поражений.

## Достижения
Клубные
«Русенборг»
- Чемпион Норвегии (2): 2009, 2010